# Power Macintosh 8600
Le Power Macintosh 8600 est sorti en février 1997 et remplaçait le Power Macintosh 8500. Même s'il était moins évolutif que le Power Macintosh 9600 lancé en même temps, le 8600 utilisait le même nouveau boîtier K2, particulièrement ergonomique et facile d'accès. Comme ses prédécesseurs de la série 8000, il proposait des entrées/sorties audio et vidéo avancées. Il utilisait un processeur PowerPC 604e tournant à 200 MHz, mais ses performances étaient pénalisées par sa mémoire cache étriquée de seulement 256 ko. Remplacer la barrette présente par une plus importante de 512 Kio ou 1 Mio permet de gagner jusqu'à 10 ou 20 % de performances.
Il fut mis à jour en août 1997 avec deux modèles cadencés à 250 et 300 MHz. La mémoire cache fut aussi quadruplée (1 Mio au lieu de 256 Kio). Ils embarquaient aussi deux fois plus de mémoire vive (64 Mio) et un disque dur plus gros (qui atteint 4 Go).

## Caractéristiques
- processeur : PowerPC 604e ou 604ev cadencé à 200, 250 ou 300 MHz[1]
- adressage 32 bit
- bus système 64 bit cadencé à 50 MHz
- mémoire morte : 4 Mio
- mémoire vive : 32 Mio, extensible à 512 Mio (ou 1 Go avec des barrettes plus récentes non supportées par Apple)
- mémoire cache de niveau 1 : 64 Kio
- mémoire cache de niveau 2 : 256 Kio (modèle 200 MHz) ou 1 Mio (modèles 250 et 300 MHz) sur barrette DIMM interchangeable
- disque dur Fast-SCSI 2 de 2 Go (modèle 200 MHz) ou 4 Go (modèles 250 et 300 MHz)
- lecteur de disquette 1,44 Mo 3,5"
- lecteur CD-ROM 12x (modèle 200 MHz) ou 24x (modèles 250 et 300 MHz)
- mémoire vidéo : 2 Mio de VRAM (extensible à 4 Mio)
- résolutions supportées :
  - 512 × 384 en 24 bits
  - 640 × 480 en 24 bits
  - 800 × 600 en 24 bits
  - 832 × 624 en 24 bits
  - 1 024 × 768 en 16 bits (24 bit avec 4 Mio de VRAM)
  - 1 152 × 870 en 16 bit (24 bit avec 4 Mio de VRAM)
  - 1 280 × 1 024 en 8 bit (16 bit avec 4 Mio de VRAM)
- slots d'extension :
  - 3 slots d'extension PCI
  - 8 connecteurs mémoire de type DIMM 168 broches (vitesse minimale : 70 ns)
  - 2 emplacements VRAM supplémentaires
  - 1 baie d'extension 5,25"
- connectique :
  - port SCSI DB-25
  - 2 ports série Mini Din-8 Geoports
  - 1 port ADB
  - port Ethernet AAUI et 10BASE-T
  - sortie vidéo DB-15
  - sortie audio : stéréo 16 bit
  - entrée audio : stéréo 16 bit
  - entrées/sorties vidéo RCA et S-Video
  - entrée/sortie son RCA
- haut-parleur mono
- dimensions : 43,9 × 24,6 × 43,9 cm
- poids : 15,6 kg
- alimentation : 390 W (modèle 200 MHz) ou 560 W (modèles 250 et 300 MHz)
- systèmes supportés : Système 7.5.5 à Mac OS 9.1